# Saafoués
Pour les articles homonymes, voir Agni.
Les Saafoués sont le plus ancien sous-groupe Baoulé de la région de Kokumbo au centre de la Côte d'Ivoire, dans la région du lacs,. Actuellement les Saafouê habitent principalement dans la région du Bélier, qui comprend plusieurs départements tels que Tiébissou et Didiévi .
Fondamentalement, l'économie des Saafouê repose sur l'agriculture et l'exploitation minière artisanale. L'orpaillage a été une activité importante pour eux, surtout après la découverte de gisements aurifères dans la région de Kokumbo ,.